# تراکادی شیلا
تراکادی شیلا (به انگلیسی: Tracadie–Sheila) یک منطقهٔ مسکونی در کانادا است که در گلوسستر، نیوبرانزویک واقع شده‌است. تراکادی شیلا ۲۴٫۶۵ کیلومتر مربع مساحت و ۴٬۹۳۳ نفر جمعیت دارد و ۲۲ متر بالاتر از سطح دریا واقع شده‌است.